# Сакуны (племя)
Сакуны (бел. Сакуны, или Белорусы-Сакуны) — ветвь белорусского племени дреговичей, заселяли верхний берег реки Птичь и её притока Орессы (её сакуны называли Расой). Их называли сакунами, потому что все глаголы, оканчивающиеся на «сия», оканчиваются на твёрдое «са», например: выспоўса, нагукаласа (наговорился), завернесса, прогуляймаса, абачніса (проснись).
По данным статистики 1915 года общая численность сакунов составляла 10 200 человек, из них 5 300 мужчин и 4 900 женщин.

## Этноним
Название, возможно, можно связать со кочевым скифским народом саков, которые двигались с другими народами на запад.

## Поселения
- Житин — село на правом берегу реки Птичи. В 1915 году здесь было 200 ферм и 1600 жителей. По легенде, название Житин он получил потому, что поля вокруг поселения всегда давали хорошие урожаи.
- Крамок — село на левом берегу реки Птичи. В 1915 году здесь было 110 дворов и 960 жителей. Слово Крамок означает «окраина».
- Юровичи — деревня на левом берегу реки Птичи, расположенная недалеко от деревни Крамок. В 1915 году здесь было 80 ферм и 640 жителей. Название Юравичи происходит от имени Юрий или от слова юра. Овраг — высокий, открытый берег реки или холм. На таком высоком, открытом берегу и расположено село Юравичи.
- Село Церабуты — в 1915 году в нём было 120 дворов и 900 жителей. Слово «церабиты» означает рубить лес, отсюда и название «Церабиты» — место, вырубленное в лесу для строительства или посева.
- Деревня Щитковичи — в 1915 году в ней было 200 дворов и 1500 жителей. Название Щитковичи происходит от слова щиток, что означает треугольник.
- Село Лявки — в 1915 году в нём было 120 дворов и 1000 жителей. Название происходит от имени основателя — Леона.
- Деревня Дражна — в 1915 году в ней было 115 дворов и 960 жителей. Название происходит от слова дража — кусты, кустарник.
- Село Залужье — в 1915 году имело 180 дворов и 1400 жителей. Название означает, что поселение расположено за лугом.
- Деревня Подресье — в 1915 году в ней было 120 дворов и 1000 жителей. Подресье — небольшой городок на реке Раса (Оресса).

## Характеристика
Сакуны имеют правильные черты лица, в основном смугловатые шатены, длинноголовые, среднего роста, крепного телосложения, но худощавы. Мужчины носят длинные волосы, подстриженные по-русски в кружок, с пробором посередине, бороды не бреют.
Пища сакунов самая простая — хлеб, капуста, картофель, крупник и калатуша. Сакуны готовят вкусный хлебный квас.

Умный и пытливый народ. Сакуны характеризуются спокойствием и добродушием. Отличительная черта сакуна — тонкий юмор, граничащий с сарказмом. Также отмечается честь сакунов.
 "Сакуны — крепкий, выносливый народ. Живя испокон веков среди бедной, неприветливой природы, они настолько закалили себя, что легко переносят стужу и зной, гнилой и сырой климат. Болотные болезни, колтун и удушье, встречаются в единичных случаях… Сакуны, особенно женщины, весьма религиозны, посещают храмы, соблюдают посты. Некоторое время храмы их были на унии, но теперь следов её, кроме нескольких старых книг и визитов на польском языке, совершенно незаметно в народе. — описание сакунов в газете Минское слово.
Сакуны также практиковали равноправие:
«Женщины среди сакун пользуются теми же правами, что и мужчины». Нанять у них прислугу практически невозможно. Девушка не пойдет служить ни за какие деньги, считая это большим позором для себя. — Если сакун дал слово, а тем более поклялся «на груди», то он обязательно выполнит свое обещание. Их нравственность настолько высока, что сакуны не знают о супружеской неверности или нарушении девственности. Пьяных кутежей и воровства среди них не наблюдается. Я не знаю, как объяснить, что в Щитковичах почти все женщины открыто курят махорку. На поясе они носят трубку и мешочек с табаком».